# Мамросенко, Иван Дмитриевич
Ива́н Дми́триевич Мамро́сенко (укр. Іван Дмитрович Мамросенко; 27 марта 2000, Запорожье) — украинский футболист, защитник клуба «Кудровка».

## Клубная карьера
Воспитанник футбольных школ запорожского «Металлурга», Республиканского высшего училища физической культуры, а также академии одесского «Черноморца». В 2017 году в составе юношеской команды «Черноморца» стал победителем международного турнира в Китае.
С 2018 по 2019 год выступал за юношескую команду полтавской «Ворсклы».
В 2020 году стал игроком «Мариуполя». Дебютировал в украинской Премьер-лиге 30 октября 2020 года в матче против донецкого «Шахтёра».
В январе 2024 года подписал контракт с клубом Первой лиги Украины «Кудровка-Нива», за который сыграл 6 матчей.
В том же году перешёл в клуб «Кудровка».